# Joseph Troy Smith
Joseph Troy Smith, mais conhecido como Joe Smith (New Orleans, 17 de dezembro de 1977) é um jogador de basquetebol americano. 

## High school career
Smith jogou basquete universitário na Universidade de Alabama-Huntsville de 1996 a 2001.

## Carreira
Smith jogou basquete em várias ligas sobre sua carreira profissional. Algumas das ligas pro que ele jogou durante sua carreira incluem: a Liga italiana, a Superliga Russa, a Liga de Israel, a 2 ª Eurocup camadas, a Liga Argentina e Liga Brasileira.

## Ligações Externas
- Eurocup Profile
- FIBA Europe Profile
- FIBA Americas Profile
- LatinBasket.com Profile
- Italian League Profile (em italiano)
- Italian 2nd Division Profile (em italiano)
- Brazilian League Profile (português)